# کالج آل سولز، آکسفورد
کالج آل سولز، آکسفورد (انگلیسی: All Souls College, Oxford) یک کالج تشکیل دهنده دانشگاه آکسفورد در آکسفورد انگلستان است. این دانشگاه در سال ۱۴۳۸ توسط هنری چیچله، اسقف اعظم کانتربری تأسیس شد و یکی از قدیمی‌ترین کالج‌های دانشگاه آکسفورد است.
این کالج به برتری دانشگاهی شهرت دارد و به خاطر جایزه رقابتی All Souls Prize Fellowship که هر ساله به دانشمندان استثنایی از سراسر جهان اعطا می‌شود، معروف است.
آزمون ورودی آل سولز کالج، سخت‌ترین امتحان در جهان است. برای تقریباً یک قرن، تنها تعداد انگشت شماری از باهوش‌ترین فارغ التحصیلان آکسفورد هر سال برای نشستن در آن انتخاب می‌شوند و اغلب تنها یک نفر موفق است. آزمون ورودی کالج آل سولز در دانشگاه آکسفورد سخت‌ترین آزمون جهان نامیده شده است: تجدید نظر در آن تقریباً غیرممکن است، سؤالات انتزاعی هستند و هیچ پاسخ درست یا غلطی وجود ندارد. در نتیجه، تنها یک بیستم از فارغ التحصیلان آکسفورد که در این آزمون شرکت می‌کنند برای ادامه روند دعوت می‌شوند. این پذیرش یک بورسیه هفت ساله در دانشگاه آکسفورد است که معمولاً هر سال به دو دانشجو تعلق می‌گیرد. آل سولز کالج هیچ دانشجوی کارشناسی ندارد، اما هر ساله، دانشجویان فارغ‌التحصیل و کارشناسی ارشد در آکسفورد واجد شرایط هستند تا برای تعداد کمی از بورسیه‌های امتحانی از طریق یک آزمون رقابتی (که زمانی به عنوان «سخت‌ترین امتحان در جهان» توصیف می‌شد) برگزیده شوند. معمولاً حدود ۱۵۰ کاندیدا در امتحان شرکت می‌کنند و دو نفر و گهگاه یک نفر به عضویت انجمن انتخاب می‌شوند. تا سال ۲۰۱۰، نامزدها باید در طول ۳ ساعت مقاله‌ای را دربارهٔ یک کلمه مثلاً eror (خطا) یا innocence (بی گناهی) می‌نوشتند.
ورودی کالج در ضلع شمالی High Street قرار دارد، در حالی که نمای بلندی به میدان رادکلیف دارد. در شرق آن کالج ملکه قرار دارد، در حالی که کالج هرتفورد در شمال آل سولز قرار دارد.
سرپرست فعلی (رئیس کالج) سر جان ویکرز، فارغ‌التحصیل کالج آوریل، آکسفورد است.
کتابخانه کالج آل سولز (که قبلاً به عنوان کتابخانه کودرینگتون شناخته می‌شد) از طریق وصیتی در سال ۱۷۱۰ از کریستوفر کودرینگتون (۱۶۶۸–۱۷۱۰)، یکی از اعضای کالج و یک برده ثروتمند و صاحب مزرعه نیشکر تأسیس شد. کودرینگتون دانشجوی کارشناسی در آکسفورد بود و بعداً فرماندار استعماری جزایر لیوارد شد. کریستوفر کودرینگتون در باربادوس به دنیا آمد و از مزرعه خود در هند غربی ثروتی به دست آورد.
امروزه کتابخانه کالج آل سولز شامل حدود ۱۸۵۰۰۰ مورد است که حدود یک سوم آنها قبل از سال ۱۸۰۰ منتشر شده است.
سر کریستوفر رن از سال ۱۶۵۳ همکار بود و در سال ۱۶۵۸ یک ساعت آفتابی برای کالج ساخت. ساعت در ابتدا بر روی دیوار جنوبی نمازخانه قرار داده شد، اما در سال ۱۸۷۷ به چهار گوش (بالای ورودی مرکزی کتابخانه کودرینگتون) منتقل شد.